# Baby Baby (Corona)
Baby Baby è un singolo della cantante italiana Corona, pubblicato nel 1995 come secondo estratto dal primo album in studio The Rhythm of the Night.
La canzone ha riscosso un grande successo, raggiungendo la top ten nelle classifiche di tutto il mondo, come la prima posizione della classifica dei singoli in Italia e in quella dance del Canada, oltre alla quinta nel Regno Unito. È nella colonna sonora del film Selvaggi.

## Tracce
Testi e musiche di Francesco Bontempi e Antonia Bottari.
CD
1. "Baby Baby" (Lee Marrow Radio Mix) (3:45)
2. "Baby Baby" (Robyx Piano Remix Short Edit) (3:55)

CD-maxi
1. "Baby Baby" (Lee Marrow Radio Mix) (3:45)
2. "Baby Baby" (Robyx Piano Remix Short Edit) (3:55)
3. "Baby Baby" (Dancing Divaz Club Mix) (6:07)
4. "Baby Baby" (Lee Marrow Extended Mix) (5:55)
5. "Baby Baby" (Robyx Piano Remix) (5:39)
6. "Baby Baby" (Dancing Divaz Rhythm Mix) (5:45)

7"
1. "Baby Baby" (Lee Marrow Radio Mix) (3:45)
2. "Baby Baby" (Robyx Piano Remix Short Edit) (3:55)

7" maxi
1. "Baby Baby" (Lee Marrow Extended Mix) (5:55)
2. "Baby Baby" (Robyx Piano Remix) (5:39)
3. "Baby Baby" (Dancing Divaz Club Mix) (6:07)
4. "Baby Baby" (Dancing Divaz Rhythm Mix) (5:45)

12"
- Lato A

1. "Try Me Out" (Lee Marrow Eurobeat Mix) (5:10)
2. "Try Me Out" (Lee Marrow Club Mix) (6:02)
3. "Try Me Out" (Lee Marrow Radio Mix) (3:29)

- Lato B

1. "Try Me Out" (Alex Party Cool Mix) (5:40)
2. "Try Me Out" (MK Vocal Mix) (7:21)

## Formazione
- Published by Many Edizioni Musicali - B. Mikulski Publ. - SFR Music
- Created, arranged and produced by Checco and Soul Train for a Lee Marrow production
- Engeneered by Francesco Alberti at Casablanca Recordings (Italy)
- 'Lee Marrow Radio Mix' and 'Lee Marrow Extended Mix' : Additional editing by Robyx
- 'Robyx Piano Remix Short Edit' and 'Robyx Piano Remix' : Remixed and reconstructed by Robyx
- 'Dancing Divaz Club Mix' and 'Dancing Divaz Rhythm Mix' 
  - Remix and additional editing by production by Dancing Divaz
  - Additional keyboards by Colin Thorpe

## Classifiche

### Classifiche settimanali
| Classifica (1995)        | Posizione massima |
| ------------------------ | ----------------- |
| Australia                | 7                 |
| Austria                  | 13                |
| Belgio (Fiandre)         | 46                |
| Belgio (Vallonia)        | 23                |
| Canada (dance)           | 1                 |
| Europe (dance radio)     | 1                 |
| Finlandia                | 6                 |
| Francia                  | 16                |
| Germania)                | 41                |
| Irlanda                  | 8                 |
| Islanda                  | 10                |
| Italia                   | 1                 |
| Norvegia                 | 9                 |
| Nuova Zelanda            | 22                |
| Paesi Bassi              | 26                |
| Regno Unito              | 5                 |
| Regno Unito (dance)      | 4                 |
| Spagna                   | 2                 |
| Stati Uniti              | 13                |
| Stati Uniti (cash box)   | 9                 |
| Stati Uniti (dance club) | 5                 |
| Stati Uniti (rhythmic)   | 3                 |
| Svezia                   | 10                |
| Svizzera                 | 11                |

### Classifiche di fine anno
| Classifica (1995) | Posizione |
| ----------------- | --------- |
| Canada (dance)    | 3         |
| Francia           | 77        |
| Italia            | 8         |
| Svizzera          | 33        |

## Versione delle Sunblock
La canzone è stata reinterpretata dal gruppo musicale dance svedese Sunblock con la collaborazione di Sandy Chambers.

### Tracce
1. "Baby Baby" (Radio Edit)
2. "Baby Baby" (Extended Version)
3. "Baby Baby" (The Audiophiles Remix)
4. "Baby Baby" (Ian Carey Remix)
5. "Baby Baby" (DJ DLG Remix)
6. "Baby Baby" (Friday Night Posse Remix)
7. "Baby Baby" (Frisco Remix)
8. "Baby Baby" (Audiophiles Remix)

### Classifiche
| Classifica (2007) | Posizione massima |
| ----------------- | ----------------- |
| Finlandia         | 4                 |
| Paesi Bassi       | 99                |
| Regno Unito       | 16                |
| Svezia            | 13                |